# Флавіо Могеріні
Фла́віо Могері́ні (італ. Flavio Mogherini; нар. 25 березня 1922, Ареццо — пом. 21 квітня 1994, Рим) — італійський кінорежисер, сценарист і продюсер. Батько верховного представника Євросоюзу із закордонних справ — Федеріки Могеріні.

## Біографія
Флавіо Могеріні здобув вищу освіту в галузі архітектури, потім закінчив Експериментальний кіноцентр у Римі. Почав творчий шлях як автор скетчів, дебютував як художник по костюмах у фільмі Філіпа Вальтера Ратті «Елеонора Друзе» (1948).
Здобув популярність у 1950 році завдяки роботі у фільмі Маріо Монічеллі і Стено «Собаче життя», де зарекомендував себе талановитим художником-постановником у манері пізнього неореалізму. У 1951 році ті ж режисери запросили його в фільм «Поліцейські та злодії». У 1954 році Флавіо Могеріні працював з Роберто Росселліні у фільмі «Де свобода?» і з Луїджі Дзампа у фільмі «Римлянка».
На початку 1960-х років Могеріні брав участь у перших фільмах П'єра Паоло Пазоліні («Аккатоне» 1961 року і «Мама Рома» 1962-го). У 1961 році працював у фільмі Мауро Болоньїні «Бездоріжжя».
У 1970-х роках зайнявся режисурою і зняв кілька комедій. До його найбільш вдалих кінокартин відносять стрічки «Щоб любити Офелію» і «Паоло Барка, вчитель початкових класів, практично нудист» (в обох знімався Ренато Поццетто), а також гротескну комедію «Шляхетний венецієць» (1976) з Марчелло Мастроянні в головній ролі.

## Фільмографія

### Режисер
- 1972 — Навіть якби я хотів працювати?
- 1974 — Щоб любити Офелію
- 1975 — Паоло Барка — вчитель початкової школи, що практикує нудизм
- 1976 — Шляхетний венецієць
- 1977 — Дівчина у жовтій піжамі
- 1978 — Живи веселіше, розважайся з нами
- 1981 — Будь ласка, займися Амелією
- 1982 — Сбіруліно
- 1986 — Дівчина бузку
- 1987 — Яка важка пригода
- 1994 — Злочин пристрасті

### Сценарист
- 1972 — Навіть якби я хотів працювати?
- 1974 — Щоб любити Офелію
- 1976 — Шляхетний венецієць
- 1977 — Дівчина у жовтій піжамі
- 1981 — Будь ласка, займися Амелією
- 1987 — Яка важка пригода
- 1994 — Злочин пристрасті

### Продюсер
- 1986 — Дівчина бузку